# 1886
| 1886                                          |
| --------------------------------------------- |
| Dødsfald - Fødsler                            |
| • Begivenheder • Litteratur • Politik • Sport |

| Gregoriansk kalender | 1886 MDCCCLXXXVI        |
| Ab urbe condita      | 2639                    |
| Armensk kalender     | 1335 ԹՎ ՌՅԼԵ            |
| Kinesiske kalender   | 4582 – 4583 乙酉 – 丙戌 |
| Etiopisk kalender    | 1878 – 1879             |
| Jødisk kalender      | 5646 – 5647             |
| Hindukalendere       |                         |
| - Vikram Samvat      | 1941 – 1942             |
| - Shaka Samvat       | 1808 – 1809             |
| - Kali Yuga          | 4987 – 4988             |
| Iransk kalender      | 1264 – 1265             |
| Islamisk kalender    | 1304 – 1305             |

Konge i Danmark: Christian 9. 1863-1906
Se også 1886 (tal)

## Begivenheder

### Udateret
- Irma-kæden bliver grundlagt på Nørrebro.
- Volapük kommer til Danmark.
- Bosch elektronik industri grundlægges i Tyskland.
- Winchester riflen går i produktion.
- Wilhelm Steinitz bliver den første verdensmester i skak.
- Klubben Arsenal FC bliver stiftet, dog med navnet Dial Square.
- Frederiksberg Rådhus bliver bygget- altså det forrige, ibrug fra 1886-1953 lå ved Howitzvej – Falkoner Allé

### Januar
- 29. januar - tyskeren Karl Benz tager patent på sin trehjulede ”selvgående motorvogn”, verdens første bil, som bliver kaldt ”Motorwagen”. Den er trehjulet og har en encylindret kædetrukken motor. Tophastigheden er på 13-16 km/t.

### April
- 14. april - Ringkjøbing Landbobank A/S bliver stiftet
- 24. april - der opdages olie i Mellemøsten. Den første kilde springer på den ægyptiske bred af Rødehavet

### Maj
- 8. maj - Coca-Cola opfindes i USA af John S. Pemberton
- 29. maj - farmaceuten John Pemberton indrykker sin første annonce for Coca-Cola i Atlanta Journal

### September
- 4. september - Apache-høvdingen Geronimo overgiver sig til general Nelson Miles i Arizona
- 25. september - Danmark sætter kulderekord i september med -5,6 °C målt i Ålborg

### Oktober
- 28. oktober – Statuen ”Frihedsgudinden” indvies i New York, USA

## Født
- 25. januar – Wilhelm Furtwängler, tysk dirigent (død 1954).
- 17. marts – Charles Denny, britisk cykelrytter (død 1971).
- 17. marts – Patricia af Connaught, lady Ramsay (død 1974).
- 19. august – Curt Weibull, svensk forfatter, historiker og professor (død 1991).
- 25. september – Victor Montell, dansk skuespiller. Død 1967.
- 16. oktober – David Ben-Gurion, født i Polen som David Green. I 1948 blev han Israels første premierminister.
- 30. oktober – William Scharff, dansk kunstmaler (død 1959).

## Dødsfald
- 15. maj – Emily Dickinson, amerikansk digter. 55 år.
- 17. maj – John Deere, amerikansk smed. 82 år.
- 31. juli – Franz Liszt, ungarsk komponist og pianist. 74 år.
- 12. december - Johan Nicolai Madvig, dansk klassisk filolog og politiker